# Динамо-Чуй УВС
ФК «Дина́мо-Чуй УВС» Чуйська область (кирг. Футбол клубу «Динамо-Чүй УВД» Чүй областы) — киргизький футбольний клуб з міста Токмак, який в національному чемпіонаті представляє Чуйську область. Заснований 1995 року. Домашні матчі приймає на стадіоні «Спартак».